# Сухов, Александр Павлович
Александр Павлович Сухов (17 сентября 1915, Пошехонский уезд, Ярославская губерния — август 1997, Ростов-на-Дону) — сапёр 8-го отдельного воздушно-десантного сапёрного батальона (2-я гвардейская воздушно-десантная дивизия, 18-я армия, 4-й Украинский фронт), гвардии младший сержант, участник Великой Отечественной войны, кавалер ордена Славы трёх степеней.

## Биография
Родился 17 сентября 1915 года в деревне Левинская Пошехонского уезда Ярославской губернии Российской империи, ныне Первомайского района Ярославской области, в семье крестьянина. Русский. В 1931 году окончил 4 класса. Работал в колхозе плотником, бригадиром. Жил в деревне Евсевьево Арефинского (ныне — Пошехонского) района.
В мае 1940 года был призван в Красную Армию Пошехон-Володарским райвоенкоматом. В боях Великой Отечественной войны с июня 1941 года. Воевал в сапёрных частях на Ленинградском фронте. Участвовал в обороне Ленинграда.
В феврале 1942 года по болезни убыл в госпиталь. Лечился в госпитале в городе Старая Ладога. На фронт вернулся только в апреле 1942 года. Член ВКП(б)/КПСС с 1943 года. В мае 1942 года был ранен, после выздоровления вернулся в строй.
К осени 1943 года гвардии красноармеец Сухов воевал в составе 8-го отдельного воздушно-десантного сапёрного батальона 2-й гвардейской воздушно-десантной дивизии рядовым сапёром. В рядах этого батальона прошёл до Победы. Воевал на Центральном, 1-м и 4-м Украинских фронтах.
Особо отличился в боях за освобождение Западной Украины, в Проскуровско-Черновицкой, Львовско-Сандомирской, Восточно-Карпатской наступательных операциях.
21 мая 1944 года в районе села Шешоры (ныне Косовский район Ивано-Франковской области Украина) гвардии красноармеец Сухов с группой подрывников под покровом темноты пробрался в тыл противника, снял охрану моста, заминировал и взорвал его. На пути к своим позициями в бою уничтожил пулемётную точку, одного раненого пленного с пулемётом доставил в часть.
Приказом по частям 2-й гвардейской воздушно-десантной дивизии от 17 июня 1944 года (№ 64/н) гвардии красноармеец Сухов Александр Павлович награждён орденом Славы 3-й степени.
22 июня 1944 года в районе сёл Шешоры и Соколовка (Косовский район Ивано-Франковская область Украины) гвардии красноармеец Сухов в составе разведгруппы проник в расположение неприятеля, обезвредил 35 мин, проделал проход в проволочном заграждении. Одним из первых ворвался в траншею врага, гранатами и огнём из автомата истребил 3 солдат, одного взял в плен.
Приказом по войскам 18-й армии от 18 июля 1944 года (№ 162/н) гвардии красноармеец Сухов Александр Павлович награждён орденом Славы 2-й степени.
В сентябре 1944 года в районе населённого пункта Делягин (ныне Надворнянский район Ивано-Франковской области) гвардии младший сержант Сухов проделал для разведчиков проход в минном поле и проволочном заграждении врага. Двигаясь вместе с разведгруппой, первым ворвался в траншею врага, огнём из автомата сразил несколько венгерских солдат, гранатами подавил дзот. Взял в плен одного вражеского солдата и доставил его в своё расположение.
Указом Президиума Верховного Совета СССР от 24 марта 1945 года гвардии младший сержант Сухов Александр Павлович награждён орденом Славы 1-й степени. Стал полным кавалером ордена Славы.
В одном из следующих боёв был тяжело ранен. В феврале 1945 года по ранению демобилизован.
Старшина в отставке (1980). Жил в городе Ростов-на-Дону. Работал мотористом на заводе «Ростсельмаш». Умер в августе 1997 года.

## Награды
- Орден Отечественной войны I степени (11.03.1985)[3]
- Орден Красной Звезды (12.02.1944)[4];
- Полный кавалер ордена Славы:
  - орден Славы I степени (24.03.1945)[5];
  - орден Славы II степени (18.07.1944)[6];
  - орден Славы III степени (18.07.1944)[7];
- медали, в том числе:
  - «За отвагу» (11.10.1943)[8]

- - «В ознаменование 100-летия со дня рождения Владимира Ильича Ленина» (6 апреля 1970)
  - «За победу над Германией в Великой Отечественной войне 1941—1945 гг.» (9 мая 1945[9])
  - «20 лет Победы в Великой Отечественной войне 1941—1945 гг.» (7 мая 1965[10])
  - «30 лет Победы в Великой Отечественной войне 1941—1945 гг.»[11]
  - 40 лет Победы в Великой Отечественной войне 1941—1945 гг.[12]
  - «30 лет Советской Армии и Флота»[13]
  - «40 лет Вооружённых Сил СССР»[14]
  - «50 лет Вооружённых Сил СССР» (26 декабря 1967[15])
- Знак «25 лет победы в Великой Отечественной войне» (1970)
- Знак «Отличный минёр»

## Память
- На могиле установлен надгробный памятник
- Его имя увековечено в Главном Храме Вооружённых сил России, и навсегда запечатлено на мемориале «Дорога памяти»
- Установлена Мемориальная доска Сухову А. П. на доме № 26 по проспекту Космонавтов в Ростове-на-Дону[16].